# درباره پدرم
 دربارهٔ پدر من  (به انگلیسی: About My Fother) یک فیلم کمدی آمریکایی به کارگردانی لورا تروسو بر اساس فیلمنامه ای از سباستین مانیسکالکو و آستن ارل است که محصول ۲۰۲۳ آمریکا است.

## داستان
سباستین به درخواست نامزد آمریکایی خود پدر ایتالیایی و سنتی اش را به دورهمی آخرهفته خانواده ثروتمند و غیرعادی او می برد. طولی نمی کشد که این دورهمی تبدیل به تقابل فرهنگ ها می شود و این پدر و پسر به معنای واقعی خانواده پی میبرند.

## بازیگران
- رابرت دنیرو در نقش سالییو مانیسکالکو
- سباستین مانیسکالو در نقش خودش
- لسلی بیب در نقش الی
- کیم کاترال در نقش ببر
- دیوید راشی در نقش بیل
- آندرس هولم در نقش لاکی
- برت دایر در نقش داگ

## انتشار
این فیلم در ۲۶ مه ۲۰۲۳ توسط لاینزگیت فیلمز منتشر شد.